# Irving Taylor
Irving Carrie Taylor (Ottawa, 30 augustus 1919 - Ottawa, december 1991) was een Canadees ijshockeyer. 
Taylor was lid van de Canadese ploeg tijdens de Olympische Winterspelen 1948 de gouden medaille won. Tijdens deze spelen speelde Taylor mee in de wedstrijd tegen Tsjecho-Slowakije.